# Ligne C du métro de Prague
Pour les articles homonymes, voir Ligne C.

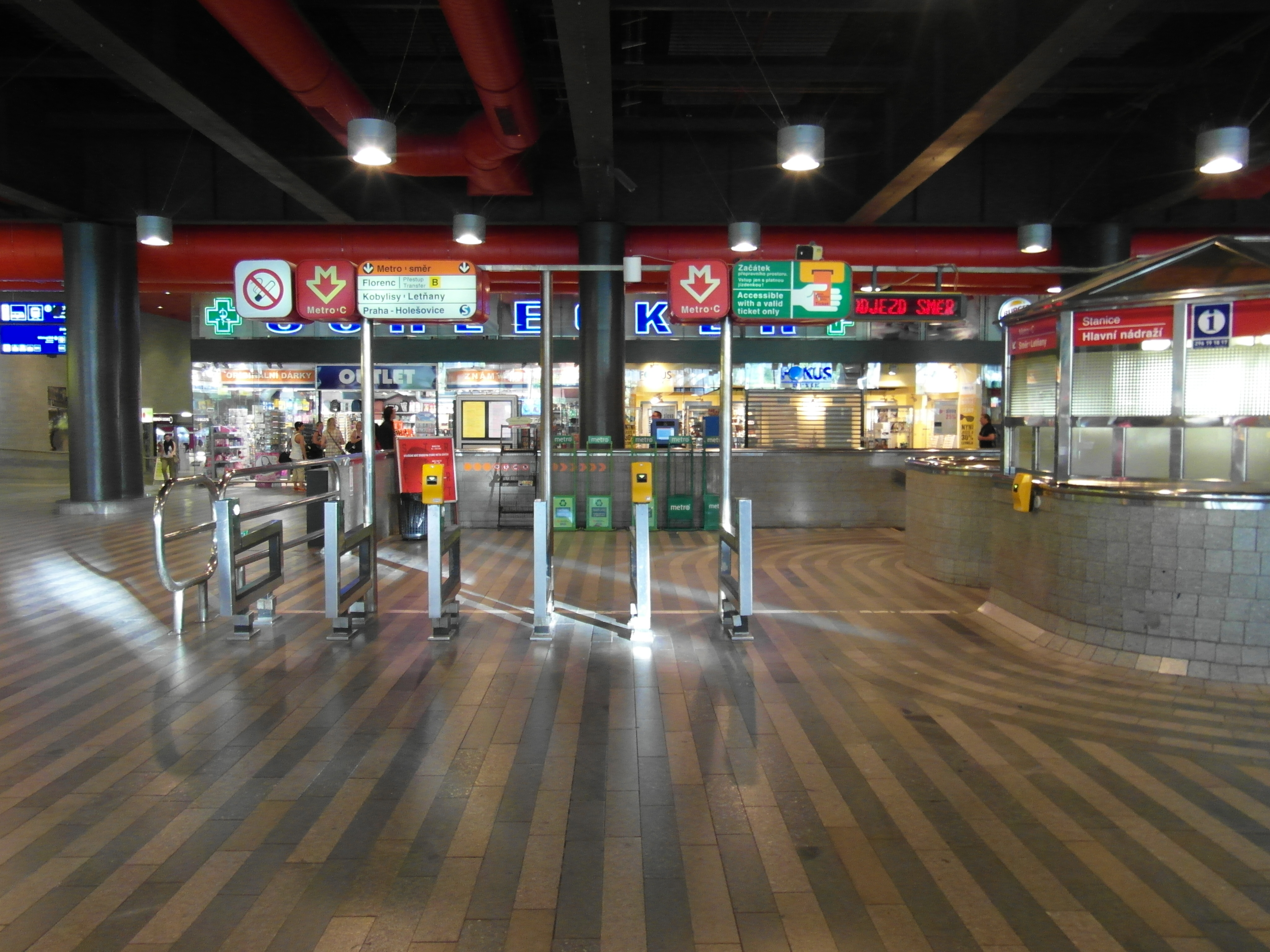
Station Hlavní nádraží

La ligne C du métro de Prague relie les stations Letňany et Háje. Chronologiquement, il s'agit de la plus ancienne ligne du réseau à avoir vu le jour, en 1974. La ligne C est actuellement longue de 22,41 kilomètres et compte 20 stations.

## Histoire
La ligne C fut construite en cinq phases. Le premier tronçon ouvrit en 1974, et l'ensemble de la ligne fut terminé en 2008.
| Tronçon                      | Date d'ouverture | Longueur | Stations |
| ---------------------------- | ---------------- | -------- | -------- |
| Florenc - Kačerov            | 9 mai 1974       | 6,6 km   | 9        |
| Kačerov - Háje               | 11 novembre 1980 | 5,3 km   | 4        |
| Florenc - Nádraží Holešovice | 3 novembre 1984  | 2,2 km   | 2        |
| Nádraží Holešovice - Ládví   | 26 juin 2004     | 4,0 km   | 2        |
| Ládví - Letňany              | 8 mai 2008       | 4,6 km   | 3        |

### Changements de nom de station
À la suite de la Révolution de velours et à la démocratisation des institutions du pays, certaines stations ont changé de nom.

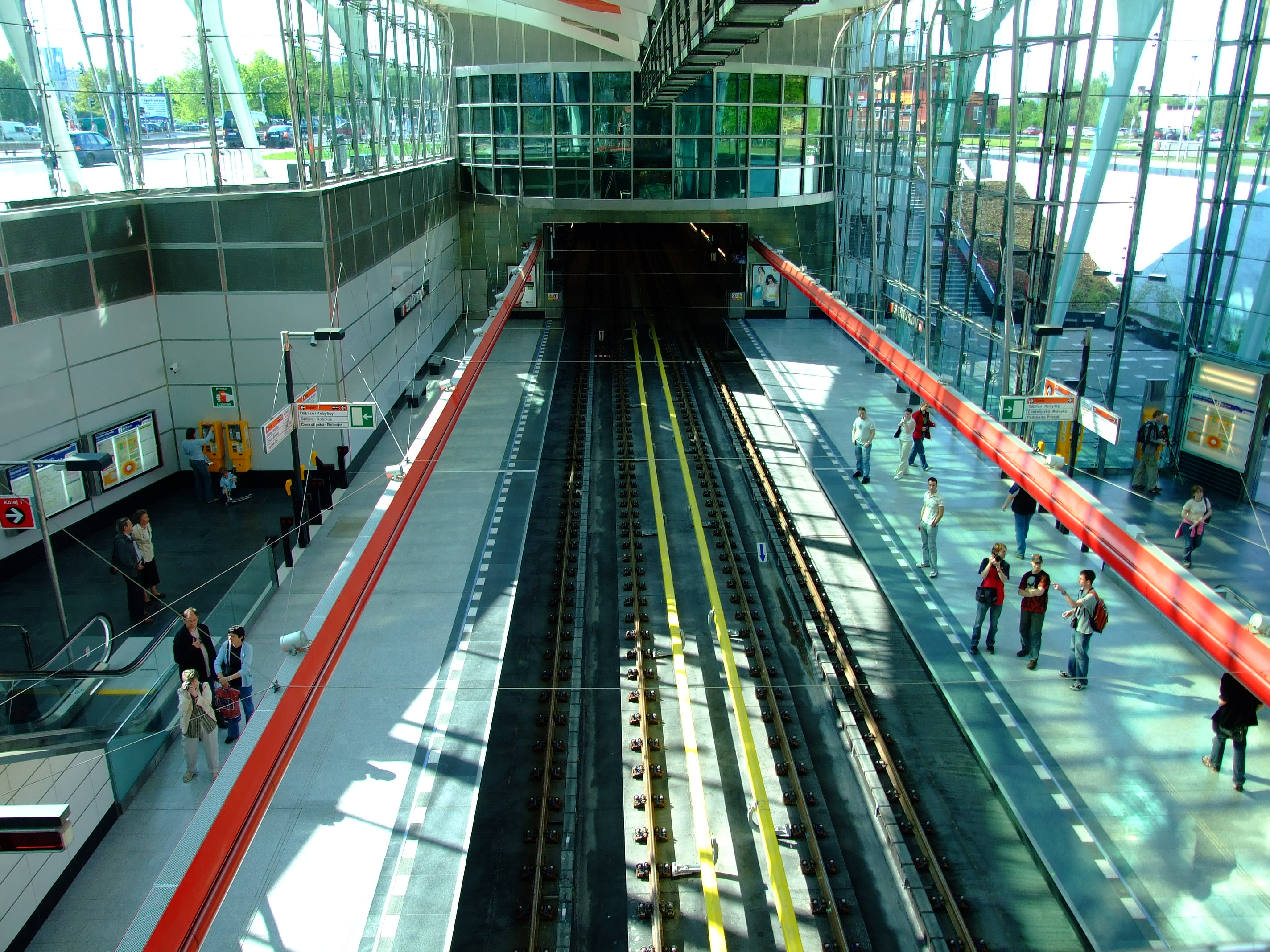
Station Střížkov

| Station (nom actuel) | Nom précédent   | Années    |
| -------------------- | --------------- | --------- |
| Florenc              | Sokolovská      | 1974–1990 |
| Vyšehrad             | Gottwaldova     | 1974–1990 |
| Pankrác              | Mládežnická     | 1974–1990 |
| Roztyly              | Primátora Vacka | 1980–1990 |
| Chodov               | Budovatelů      | 1980–1990 |
| Opatov               | Družby          | 1980–1990 |
| Háje                 | Kosmonautů      | 1980–1990 |
| Nádraží Holešovice   | Fučíkova        | 1984–1990 |

## Tracé et stations

### Stations
|  |   |  | Station            | District municipal | Correspondance(s) |
|  | - |  | ------------------ | ------------------ | ----------------- |
|  | o |  | Letňany            | Prague 18          |                   |
|  | o |  | Prosek             | Prague 9           |                   |
|  | o |  | Střížkov           | Prague 9           |                   |
|  | o |  | Ládví              | Prague 8           |                   |
|  | o |  | Kobylisy           | Prague 8           | 3 17              |
|  | o |  | Nádraží Holešovice | Prague 7           | 12 17 24          |
|  | o |  | Vltavská           | Prague 7           | 1 14 24           |
|  | o |  | Florenc            | Prague 8           | 3 8               |
|  | o |  | Hlavní nádraží     | Prague 1           | 5 9 26            |
|  | o |  | Muzeum             | Prague 1           | 11 13             |
|  | o |  | I. P. Pavlova      | Prague 2           | 4 10 11 13 16 22  |
|  | o |  | Vyšehrad           | Prague 4           |                   |
|  | o |  | Pražského povstání | Prague 4           | 18                |
|  | o |  | Pankrác            | Prague 4           |                   |
|  | o |  | Budějovická        | Prague 4           |                   |
|  | o |  | Kačerov            | Prague 4           |                   |
|  | o |  | Roztyly            | Prague 11          |                   |
|  | o |  | Chodov             | Prague 11          |                   |
|  | o |  | Opatov             | Prague 11          |                   |
|  | o |  | Háje               | Prague 11          |                   |